# 巴特利普施普林格
巴特利普施普林格（德語：Bad Lippspringe，發音：[baːt lɪpˈʃpʁɪŋə] ⓘ）是德国北莱茵-威斯特法伦州代特莫尔德行政区帕德博恩县的城市，面积51.01平方千米，2023年12月31日人口为16,884人。